# Sirrenberg

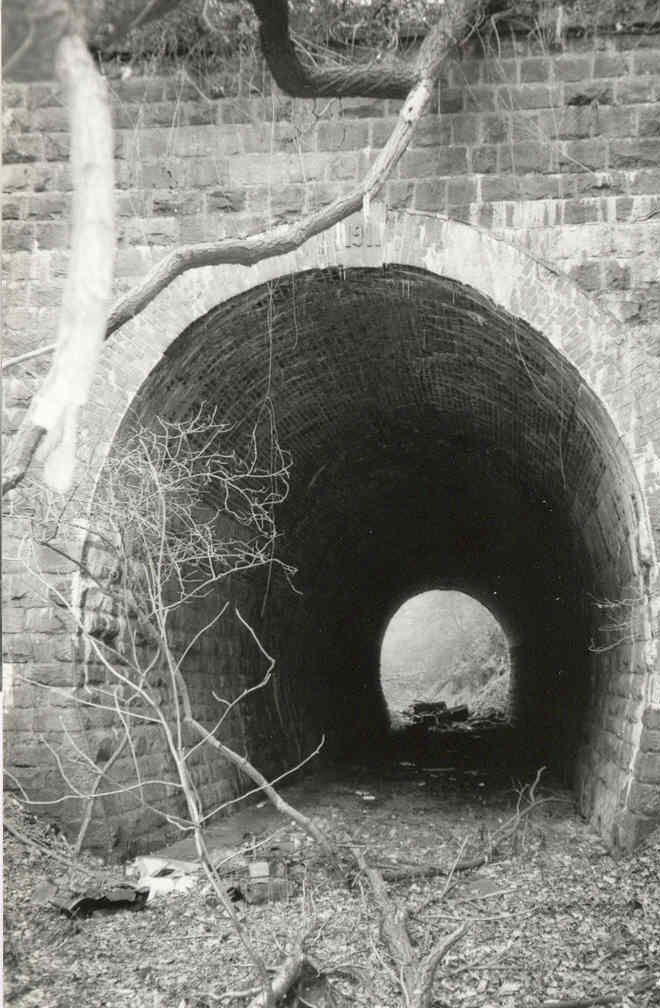
Portal des ehemaligen Sirrenbergtunnels. Unmittelbar hinter diesem Tunnel befand sich eine Verladestelle für Ruhrsandstein.

Der Sirrenberg ist eine zwischen 200 m und 250 m ü. NN hohe Erhebung auf dem Gebiet der Stadt Sprockhövel südlich des Stadtteils Niedersprockhövel. Aufgrund bedeutender Vorkommen an Ruhrsandstein bestanden bis zur Mitte des 20. Jahrhunderts über 20 größere Steinbrüche auf dem Gebiet des Sirrenberges. 
Die Kleinbahn Bossel–Blankenstein, eine regelspurige Nebenbahn, durchschnitt diesen Berg und diente den dort ansässigen Steinbrüchen als Transportmittel für die gebrochenen Steine. Außerdem gab es einige Bergwerke auf Kohlen, von welchen das größte die Zeche Kleine Windmühle war. 
Der ehemals vollständig bewaldete Bergrücken wird erstmals um 1600 als Serenberg urkundlich erwähnt. In Kirchenbüchern der evangelischen Kirche zu Niedersprockhövel findet sich ferner um 1682 der Familienname Grave im Serenberge, was auf eine dauerhafte Besiedlung dieses Gebietes schon vor 1650 hinweist.
Die Ortsbezeichnung Sirrenberg findet sich heute auch als Familienname im Sprockhöveler Umland.
Koordinaten: 51° 21′ N, 7° 16′ O